# Convento di San Giusto alle mura
Pour les articles homonymes, voir San Giusto.
Le convento di San Giusto alle Mura (littéralement « Couvent Saint-Just-des-Murailles ») ou di San Giusto degli Ingesuati (« de Saint-Just-des-Jésuates ») est un ancien couvent de Florence, en Toscane.
Détruit en 1529 pendant le siège de Florence, il se trouvait en dehors des murailles de la ville, près de la  Porta a Pinti (dans l'actuelle zone du Piazzale Donatello).

## Histoire
Ce lieu conventuel, qui existait depuis le XIIIe siècle, était celui des moines jésuates, spécialistes du vitrail. Elle était dédiée à  saint Just de Lyon, son archevêque, dont un bras est conservé dans un reliquaire français, aujourd'hui exposé au Museo dell'Opera del Duomo.
L'église, qui fut célèbre pour ses œuvres d'art, est décrite par Giorgio Vasari relatant la présence de retables des autels latéraux avec  La Crucifixion, L'Agonie dans le jardin et La Pietà du Pérugin.
Après sa destruction les moines se retirèrent au Couvent San Giovanni Battista della Calza à la Porta Romana avec leurs œuvres.

## Œuvres conservées au Musée des Offices
- Pietà, huile sur bois, 168 × 176 cm. Elle avait pour pendant Le Christ au jardin des oliviers, lui aussi au musée des Offices[2].

## Sources
- (it) Cet article est partiellement ou en totalité issu de l’article de Wikipédia en italien intitulé « Convento di San Giusto alle mura » (voir la liste des auteurs).